# Jeruzalem (strip)
Jeruzalem is een Canadese autobiografische strip van Guy Delisle. Deze grafische roman verscheen oorspronkelijk in november 2011 in het Frans bij uitgeverij Delcourt.
De auteur neemt geen standpunt in, in tegenstelling tot bijvoorbeeld Onder Palestijnen van Joe Sacco of Israel in 60 dagen van Sarah Glidden. Het verhaal is geïnspireerd op Delisle's verblijf in Jeruzalem toen zijn vrouw daar een jaar werkzaam was voor Artsen zonder Grenzen. Zoals voor zijn eerder boek Birma verzamelde Delisle ter plaatse nota's van zijn dagelijks leven. Terug thuis verwerkte hij deze dan in stripvorm. In 2012 werd dit album beloond met de Fauve d'Or op het Internationaal stripfestival van Angoulême.